# Parafia Najświętszego Zbawiciela we Wrocławiu
Parafia Najświętszego Zbawiciela we Wrocławiu znajduje się w dekanacie Wrocław południe w archidiecezji wrocławskiej. Jej proboszczem jest ks. Stanisław Krzemień. Obsługiwana przez kapłanów archidiecezjalnych. Erygowana w 1991. Mieści się przy ulicy Pawła Jasienicy.

## Historia parafii
Na przełomie lat sześćdziesiątych i siedemdziesiątych osiedle zaczęło gęstnieć od nowych domów jednorodzinnych. Proboszcz ołtaszyńskiej parafii, ks. Bronisław Owczarz, podejmował więc starania o budowę kościoła. W 1985 roku zaczęła powstawać świątynia według projektu Andrzeja Poniewierki i Marka Stawianego. Konsekracji kościoła dokonał ks. kard. Henryk Gulbinowicz 29 czerwca 1991 roku. W tym samym dniu zaczęła działalność, wydzielona z parafii ołtaszyńskiej, parafia pod wezwaniem Najświętszego Zbawiciela.

## Obszar parafii
- Parafia obejmuje ulice: Asfaltowa, Będzińska, Białoszewskiego (1, 10, 12A, 24), Biwakowa, Bliska, Chlebowa, Czechowa, Daleka, O. Drahonowskiej, I. Gałczyńskiego (33, 42), Glebowa, Gen. Grota Roweckiego (nry 2-118, 1-71), Granitowa, Hufcowa, Iłłakowiczównej, Iwaszkiewicza (nry parz. 2-16), Jasienicy, Kajdasza, Klasztorna, Komedy, Kosmiczna, Kwitnąca, Lechonia, Małkowskiego, Marmurowa, Nenufarowa, Oboźna, Oraczy, Pachnąca, Parafialna (nry 2-12, 1-55), Pawia, Poronińska, Przystankowa, Radarowa, Radłowa (nry parz. 8-16), Ratajów, Rozmarynowa, Skibowa, Siewców, Smardzowska, Snopkowa, Spokojna, Szarych Szeregów, Świt (nry 1-77), Terenowa, Wierzyńskiego, Wylotowa, Zastępowa, Zawiszy Czarnego, Zuchowa, Żeńców, Żniwna.

## Najważniejsze daty
- 1991 – zakończenie budowy i konsekracja kościoła.
- 1994 – nawiedzenie parafii przez kopię wizerunku Matki Boskiej Częstochowskiej, I Misje Święte prowadzone przez o. Stanisława Szydełko oraz Jonasza Podsiadło.
- 2001 – dla upamiętnienia 1000-lecia diecezji wrocławskiej przed wejściem do kościoła umieszczono płaskorzeźbę.
- 2002 – umiera ks. prałat Bronisław Owcarz, ks. infułat Stanisław Pietraszko przedstawia nowego proboszcza parafii – ks. Stanisława Krzemienia.
- 2004 – położenie kostki na placu kościelnym, odnowienie schodów oraz zamontowanie windy dla wózków,
- 2008 – zamontowanie zegara na wieży kościelnej,
- 2009 – II Misje Święte, które poprowadził o. Władysław Noworol. 10 maja przybyły relikwie św. Joanny Beretty Molli.